# NGC 2620
NGC 2620 é uma galáxia espiral (S?) localizada na direcção da constelação de Cancer. Possui uma declinação de +24° 56' 49" e uma ascensão recta de 8 horas, 37 minutos e 28,3 segundos.